# Miniopterus natalensis
Miniopterus natalensis is een zoogdier uit de familie van de gladneuzen (Vespertilionidae). De wetenschappelijke naam van de soort werd voor het eerst geldig gepubliceerd door A. Smith in 1834.